# モンゲジ・フェザ
モンゲジ・フェザ（Mongezi Feza、1945年5月11日 - 1975年12月14日）は、南アフリカのジャズ・トランペッターにしてフルート奏者である。

## 略歴
フェザは、1945年に南アフリカのクイーンズタウンでミュージシャン一家に生まれ、兄のサンディ・フェザからクイーンズタウンのムルンギシにある埃っぽい通りでトランペットの演奏方法を教わった。The Blue Notesというジャズ・グループのメンバーであったフェザは、1964年に南アフリカを去り、ヨーロッパに定住し、ロンドンやコペンハーゲンで生活した。トランペッターとして、彼が影響を受けたのはハード・バッパーのクリフォード・ブラウンやフリー・ジャズのパイオニアであるドン・チェリーなどであった。The Blue Notesが1960年代後半に解散した後、彼はイギリスのロック・ミュージシャン、ロバート・ワイアットや、プログレッシブ・ロック・バンドのヘンリー・カウ、そして元The Blue Notesのミュージシャンであるジョニー・ダイアニ、クリス・マクレガー、ドゥドゥ・プクワナと共演した。フェザの作品「Sonia」と「You Ain't Gonna Know Me ('Cos You Think You Know Me)」は、彼の死後もずっと同僚のレパートリーとして残された。1970年代初頭、フェザはアフロ・ロック・バンド、アサガイのメンバーでもあった。
フェザは、1975年12月にロンドンにて未治療の肺炎で亡くなった。

## ディスコグラフィ

### 参加アルバム
- クリス・マクレガー : Very Urgent (1968年) ※Chris McGregor's The Blue Notes名義
- クリス・マクレガー : Up to Earth (1969年) ※Chris McGregor Septet名義
- クリス・マクレガー : Brotherhood of Breath (1970年)
- アサガイ : 『アサガイ』 - Assagai (1971年)
- アサガイ : Zimbabwe (1971年)
- センティピード : 『セプトーバー・エナジー』 - Septober Energy (1971年)
- Free Jam (1972年) ※with The Bernt Rosengren Quartet
- Music For Xaba Vol 1 and Vol 2 (1972年) ※with Johnny Dyani and Okay Temiz
- Rejoice (1972年) ※with Johnny Dyani and Okay Temiz
- ロバート・ワイアット : 『ロック・ボトム』 - Rock Bottom (1974年)
- ロバート・ワイアット : 『ドゥルーリィ・レイン劇場のロバート・ワイアット』 - Theatre Royal Drury Lane 8th September 1974 (2005年) ※1974年のライブ音源
- ヘンリー・カウ : 『傾向賛美』 - In Praise of Learning (1975年)
- ロバート・パーマー : 『プレッシャー・ドロップ』 - Pressure Drop (1975年)

### Harry Miller's Isipingo
- Which Way Now (1975年)

### ドゥドゥ・プクワナ
- In The Townships (1973年) ※Dudu Pukwana & Spear名義。モンゲジ・フェザの想い出に捧げられている。
- Flute Music (1975年) ※Dudu Pukwana & Spear名義
- 『ダイヤモンド・エクスプレス』 - Diamond Express (1977年)

## 書誌
- Philippe Carles, André Clergeat, and Jean-Louis Comolli, Dictionnaire du jazz, Paris, 1994